# Quando morì Jonathan
Quando morì Jonathan (Quand mourut Jonathan) è un romanzo dello scrittore francese Tony Duvert, pubblicato per la prima volta nel 1978. La storia racconta il rapporto inizialmente pedofilo tra un fotografo ed un bambino.

## Trama
Jonathan è un artista ventisettenne; egli vive a Parigi e gli capita di fare amicizia con una madre single ed il suo figlioletto Serge di sei anni. Tempo dopo la madre chiede a Jonathan di prendersi cura del bambino per una settimana, periodo questo che passano assieme nella casa di campagna del giovane in Provenza.
L'uomo e Serge diventano presto amici intimi; Jonathan, rimasto fortemente attratto da Serge, rimane molto male quando il piccolo è costretto a tornarsene a casa nella capitale. S'incontrano nuovamente quando Serge ha oramai 10 anni ed iniziano una relazione sessuale che continua negli anni.
Mentre i due si trovano separati e lontani, il lato più prettamente sessuale di Jonathan comincia sempre più a dominare il suo comportamento: cerca di trovare il piacere in altri ragazzi, ma viene rifiutato da alcuni ed in generale non ha vera soddisfazione che insieme a Serge.
Ad un certo punto l'orfano, costretto a vivere in una casa miserabile solo con la madre umile e priva d'alcuna ambizione, decide di scappare per andare a vivere con l'amato Jonathan. Si mette a cercarlo dappertutto ma viene presto sopraffatto dalla disperazione e di fronte ad una strada trafficata in piena notte, commette suicidio gettandosi sotto un'automobile.

## Edizioni
- Tony Duvert, Quando morì Jonathan, traduzione di Nico Mieli, ES, 1997, OCLC 964234707.